# Mehrkomponenten-Spritzgießen

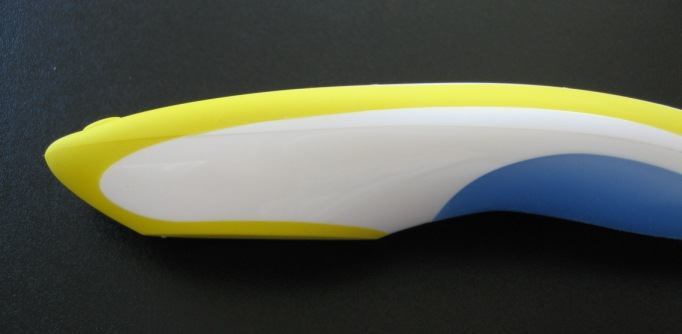
Zahnbürstengriff, im Mehrkomponentenverfahren gefertigt

Das Mehrkomponenten-Spritzgießen dient der Herstellung von Spritzgussteilen, die aus zwei oder mehreren verschiedenen Kunststoffen bestehen. Im einfachsten Fall unterscheiden sich die Kunststoffe nur durch die Farbe, um so ein bestimmtes Design zu erzielen. Es können aber auch unterschiedliche Werkstoffe und damit unterschiedliche Eigenschaften gezielt kombiniert werden.
Es existieren verschiedene Verfahren, denen allen gemeinsam ist, dass Spritzgießmaschinen mit zwei oder auch mehreren Spritzeinheiten aber nur einer Schließeinheit benötigt werden. Die Teile können damit kostengünstig mit nur einem Werkzeug in einem Arbeitsgang hergestellt werden. Die Spritzeinheiten müssen harmonierend arbeiten, aber immer unabhängig voneinander steuerbar sein. Die Komponenten können durch eine einzige Spezialdüse eingespritzt oder an verschiedenen Stellen ins Werkzeug eingebracht werden.

## Anwendungen

### Mehrfarben-Spritzgießen
Hierbei werden unterschiedliche Farben des gleichen Werkstoffs in einem Teil verarbeitet. Anwendung findet dies z. B. bei mehrfarbigen Autorückleuchten.

### Mehrrohstoff-Spritzgießen
In diesem Prozess werden unterschiedliche Werkstoffe in einem Teil verarbeitet, um z. B. eine Hart-Weich-Verbindung zu erzielen. Beispiele sind Verschlusskappen mit angespritzten Weichdichtungen oder Tastaturen, bei denen der Druckpunkt mit einer angespritzten Silikondichtung erzielt wird.
Die Kunststoffe sollten eine gewisse Haftung zueinander aufweisen wie PP/PE, PMMA/PS, CA/ABS und PC/ABS, sofern beim Fertigteil eine feste Verbindung der Komponenten untereinander notwendig ist (Verbund-Spritzgießen).

### Montage-Spritzgießen
Ein anderer Anwendungsfall ist die Herstellung von Baugruppen, bei denen sich die einzelnen Komponenten gegeneinander bewegen können. Hierbei verschweißen die Komponenten nicht miteinander, sondern schwinden beim Erkalten unterschiedlich frei, so dass sich ein Spiel zwischen den Komponenten ergibt (IMA – In Mould Assembling). Bei der Verarbeitung werden nicht aneinander haftende Komponenten bevorzugt. Diese Technik ermöglicht die Herstellung von Spritzgussbauteilen mit Scharnier- oder Gelenkfunktion, beispielsweise beim Luftausströmer im Auto oder bei Spielzeugfiguren (Playmobil). Die aufwändige Montage der Einzelteile entfällt.

## Mehrkomponenten-Verfahren mit scharf getrennten Komponenten
Hierbei entstehen Teile mit streng getrennten Komponentenbereichen. Es wird zunächst ein unfertiger Vorspritzling erzeugt, der dann in einem weiteren Schritt mit einer anderen Schmelze überspritzt wird. Das Verfahren wird daher auch Overmoulding genannt. Meist ist die Teilgeometrie für die Auswahl der jeweiligen Technik bestimmend.

### Umsetztechnik
Der Vorspritzling wird nach dem ersten Spritzvorgang in eine neue Werkzeugkavität mit Platz für den Vorspritzling und die neue Komponente mit Hilfe eines Handlinggeräts, Roboters oder Bedienperson umgesetzt.
Anwendung: Sichtscheiben in Gerätegehäuse

### Dreh-/Verschiebetechnik
Das Werkzeug (meist nur eine Hälfte) wird nach dem ersten Spritzvorgang in eine neue Lage gedreht oder verschoben und der Vorspritzling in der neuen Lage mit einer weiteren Düse überspritzt.
Anwendung: Zahnbürsten (Drehen oder verschieben), Teile mit hartem Träger und weicher Oberfläche. Mehrfarbige Lichtscheiben von modernen Fahrzeugen.

### Kernrückzugtechnik
Ein Kern wird im Werkzeug zurückgezogen, um Platz für die neu hinzukommende Komponente zu schaffen.
Anwendung: Gerätegehäuse mit verschiedenfarbigen Bereichen.

## Mehrkomponenten-Verfahren mit ineinander verlaufenden Komponenten
Werden alle Komponenten eingespritzt, ohne dass die erste zuvor erstarren kann, entstehen unscharfe Grenzen.

### Sandwich-Verfahren

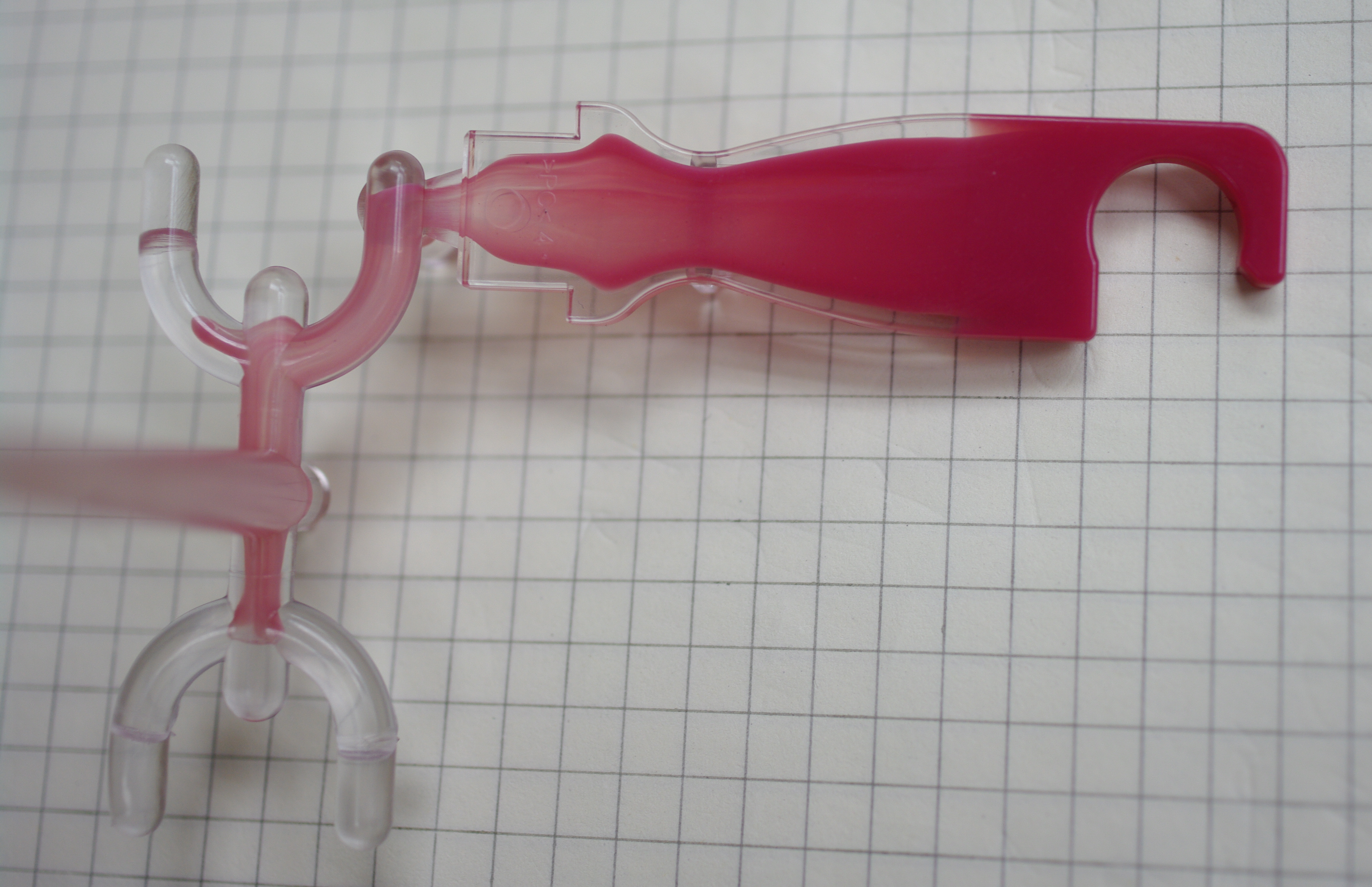
Sandwich-Spritzgießen mit transparenter äußerer Komponente

Bei diesem Verfahren entstehen meist Teile, bei denen die im Inneren liegende Komponente nicht sichtbar ist, weil sie vom Außenmaterial vollständig umhüllt wird. Typischerweise wird bei diesem Verfahren häufig Recyclingmaterial als unsichtbare Komponente eingesetzt. Das Innenmaterial kann auch schaumfähig sein. Als Außenhaut wird dann hochwertiges Material eingesetzt.
Beim Sandwich-Spritzgießen wird der Quellfluss der Massen beim Einströmen in die Werkzeugkavität (Formnest) genutzt. Die Schmelzen füllen die Höhlung vom Anschnitt her nacheinander. Die zuerst einströmende Formmasse legt sich kontinuierlich an die Wand, wohin sie zuletzt von der im Innern strömenden zweiten Komponente geschoben wird. Zwei Spritzeinheiten arbeiten auf einen Spritzkopf zusammen, der es je nach Steuern durch Ventile oder Mehrfach-Verschlussdüsen gestattet, die Massen aus allen Spritzeinheiten beliebig einströmen zu lassen. Der Quellfluss sorgt dafür, dass dieses vollständige einander Umhüllen der Komponenten bis zu den kleinsten Wanddicken einwandfrei gelingt. Der Anguss kann durch die erste Komponente versiegelt werden.
Beim Innendruck-Spritzgießen wird als innere Komponente ein Gas, meist Stickstoff, oder Wasser verwendet. Das Fluid entweicht nach dem Erstarren der äußeren Komponente, es entsteht also ein Hohlkörper.

### Koinjektion
Bei der Koinjektion werden die Komponenten im Gegensatz zum vorher beschriebenen Sandwich-Verfahren nicht nacheinander, sondern gleichzeitig in die gleiche Kavität eingespritzt.

### Marmorierung
Farbige Kunstblumenblätter und künstlicher Schmuck sind Beispiele für marmorierte Teile. Hierbei sind die wechselnden Komponenten (meist handelt es sich um den gleichen Werkstoff jedoch in unterschiedlichen Farben – es müssen aber auf jeden Fall gut verträgliche Werkstoffe sein) auch an der Oberfläche sichtbar. Dies wird durch intermittierend einsetzende Spritzaggregate erreicht.